# Seznam okruhů mistrovství světa silničních motocyklů

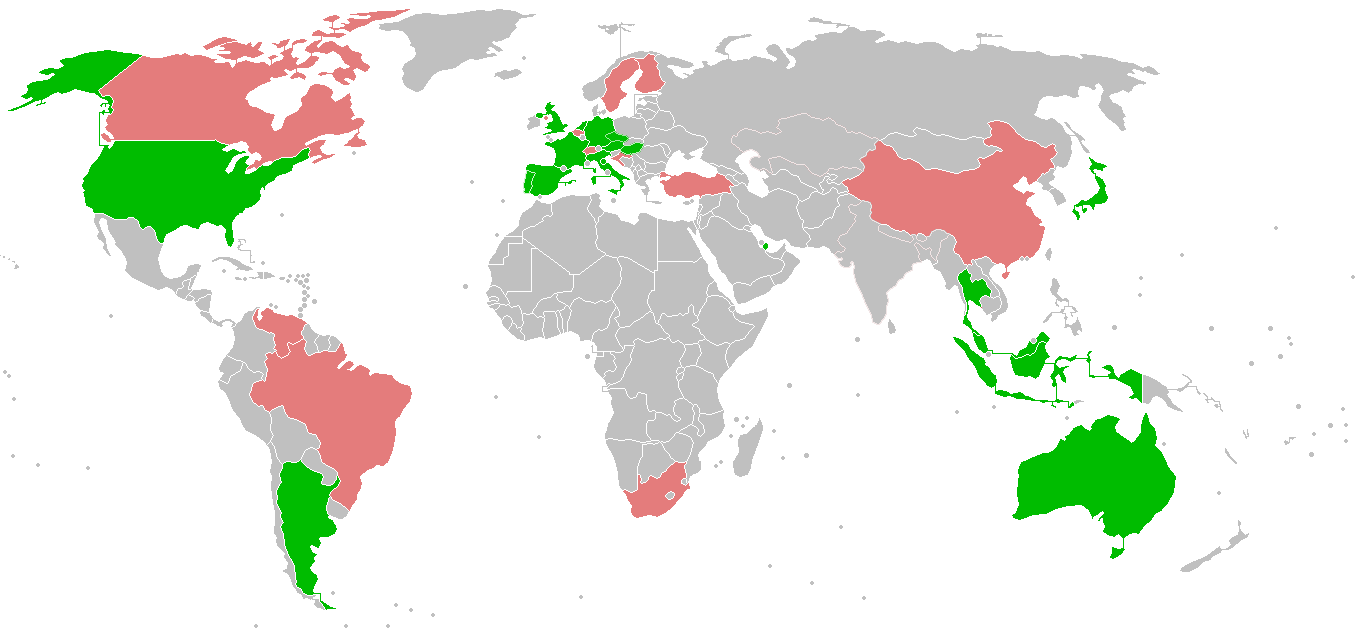
Státy ve kterých se koná MotoGP (zeleně) a státy, kde se mistrovství konalo v minulosti (červeně)

Toto je přehled všech okruhů, na kterých se kdy konaly závody mistrovství světa silničních motocyklů (dnes MotoGP). Okruhy, na kterých se konají závody v sezoně 2025, jsou podbarveny zeleně.
| Země                   | Okruh                                            | Lokace                     | Sezony |
| ---------------------- | ------------------------------------------------ | -------------------------- | --- |
| Argentina              | Autódromo Oscar Alfredo Gálvez                   | Buenos Aires               | 1961–1963, 1981, 1982, 1987, 1994, 1995, 1998, 1999                                                            |
| Argentina              | Autódromo Termas de Río Hondo                    | Termas de Río Hondo        | 2014 |
| Austrálie              | Eastern Creek Raceway                            | Sydney                     | 1991–1996 |
| Austrálie              | Phillip Island Circuit                           | Phillip Island             | 1989, 1990, 1997-                                                                                              |
| Belgie                 | Circuit Zolder                                   | Zolder                     | 1980 |
| Belgie                 | Circuit de Spa-Francorchamps                     | Spa                        | 1949–1990 |
| Brazílie               | Autódromo Internacional Ayrton Senna             | Goiânia                    | 1987–1989 |
| Brazílie               | Interlagos                                       | São Paulo                  | 1992 |
| Brazílie               | Autódromo Internacional Nelson Piquet            | Rio de Janeiro             | 1995–1997, 1999–2004                                                                                           |
| Brazílie               | Autódromo Internacional Nelson Piquet (Brasília) | Brasília                   | 2014? (zrušeno)                                                                                                |
| Česko                  | Automotodrom Brno                                | Brno                       | 1993-2020, 2025 -                                                                                              |
| Československo         | Masaryk-Ring                                     | Brno                       | 1965–1982 |
| Československo         | Automotodrom Brno                                | Brno                       | 1987–1991 |
| Čína                   | Shanghai International Circuit                   | Šanghaj                    | 2005–2008 |
| Finsko                 | Imatra                                           | Imatra                     | 1964–1982 |
| Finsko                 | Pyynikki                                         | Tampere                    | 1962, 1963 |
| Francie                | Circuit d’Albi                                   | Albi                       | 1951 |
| Francie                | Circuit de Charade                               | Clermont-Ferrand           | 1959–1967, 1972, 1974                                                                                          |
| Francie                | Circuit de Nevers Magny-Cours                    | Magny Cours                | 1992 |
| Francie                | Circuit de Reims-Gueux                           | Reims                      | 1954, 1955 |
| Francie                | Circuit Paul Armagnac                            | Nogaro                     | 1978, 1982 |
| Francie                | Circuit Paul Ricard                              | Le Castellet               | 1973, 1975, 1977, 1980–1981, 1984, 1986, 1988, 1991, 1996–1999                                                 |
| Francie                | Circuit Bugatti                                  | Le Mans                    | 1969–1970, 1976, 1979, 1983, 1985, 1987, 1989–1990, 1994–1995, 2000-                                           |
| Francie                | Rouen-les-Essarts                                | Rouen                      | 1953, 1954, 1965                                                                                               |
| Indie                  | Buddh International Circuit                      | Greater Noida              | 2023 |
| Indonésie              | Sentul International Circuit                     | Citeureup                  | 1996–1997 |
| Indonésie              | Mandalika International Street Circuit           | Mandalika                  | 2022– |
| Itálie ( San Marino)   | Autodromo Enzo e Dino Ferrari                    | Imola                      | 1969, 1972, 1974, 1975, 1977, 1979, 1981, 1983, 1988, 1989, 1996–1999                                          |
| Itálie ( San Marino)   | Autodromo Internazionale del Mugello             | Mugello                    | 1976, 1978, 1982, 1984, 1985, 1991-                                                                            |
| Itálie ( San Marino)   | Autodromo Nazionale Monza                        | Monza                      | 1949–1968, 1970, 1971, 1972, 1983, 1986, 1987                                                                  |
| Itálie ( San Marino)   | Misano World Circuit Marco Simoncelli            | Misano Adriatico           | 1980, 1982, 1984–1987, 1989–1991, 1993, 2007-                                                                  |
| Japonsko               | Fuji Speedway                                    | Oyama                      | 1966, 1967 |
| Japonsko               | Suzuka International Racing Course               | Suzuka                     | 1963–1965, 1987–1998, 2000–2003                                                                                |
| Japonsko               | Twin Ring Motegi                                 | Motegi                     | 1999- |
| Jižní Afrika           | Kyalami Grand Prix Circuit                       | Johannesburg               | 1983–1985, 1992                                                                                                |
| Jižní Afrika           | Phakisa Freeway                                  | Welkom                     | 1999–2004 |
| Jugoslávie             | Preluk                                           | Opatija                    | 1969, 1970, 1972–1977                                                                                          |
| Jugoslávie             | Automotodrom Grobnik                             | Rijeka                     | 1978–1990 |
| Kanada                 | Mosport International Raceway                    | Bowmanville                | 1967 |
| Katar                  | Losail International Circuit                     | Dauhá                      | 2004- |
| Maďarsko               | Hungaroring                                      | Budapešť                   | 1990, 1992 |
| Maďarsko               | Balaton Park Circuit                             | Balatonfőkajár             | 2025 |
| Malajsie               | Shah Alam Circuit                                | Shah Alam                  | 1991–1997 |
| Malajsie               | Johor Circuit                                    | Pasir Gudang               | 1998 |
| Malajsie               | Sepang International Circuit                     | Sepang                     | 1999- |
| Ostrov Man             | Snaefell Mountain Course                         | Douglas                    | 1949–1976 |
| Ostrov Man             | Clypse Course                                    | Douglas                    | 1954–1959 |
| Německo                | Hockenheimring                                   | Hockenheim                 | 1957, 1959, 1961, 1963, 1966, 1967, 1969, 1971, 1973, 1975, 1977, 1979, 1981–1983, 1985, 1987, 1989, 1991–1994 |
| Německo                | Nürburgring (Nordschleife)                       | Nürburg                    | 1955, 1958, 1970, 1972, 1974, 1976, 1978, 1980                                                                 |
| Německo                | Nürburgring (Südschleife)                        | Nürburg                    | 1965, 1968 |
| Německo                | Nürburgring (Grand-Prix-Strecke)                 | Nürburg                    | 1984, 1986, 1988, 1990, 1995–1997                                                                              |
| Německo                | Sachsenring                                      | Hohenstein-Ernstthal       | 1998- |
| Německo                | Schottenring                                     | Schotten                   | 1953 |
| Německo                | Solitude                                         | Stuttgart-Solitude         | 1952, 1954, 1956, 1960, 1962, 1964                                                                             |
| Východní Německo       | Sachsenring                                      | Hohenstein-Ernstthal       | 1961–1972 |
| Nizozemsko             | TT Circuit Assen                                 | Assen                      | 1949- |
| Portugalsko            | Circuito do Estoril                              | Estoril                    | 2000–2012 |
| Portugalsko            | Algarve International Circuit                    | Portimão                   | 2020– |
| Rakousko               | Red Bull Ring                                    | Spielberg                  | 1996, 1997 |
| Rakousko               | Salzburgring                                     | Salcburk                   | 1971–1979, 1981–1991, 1993, 1994                                                                               |
| Severní Irsko          | Clady Circuit                                    | Clady                      | 1949–1952 |
| Severní Irsko          | Dundrod Circuit                                  | Dundrod                    | 1952–1971 |
| Spojené státy americké | Circuit of the Americas                          | Austin                     | 2013–2019, 2021–                                                                                               |
| Spojené státy americké | Daytona International Speedway                   | Daytona Beach              | 1964, 1965 |
| Spojené státy americké | Indianapolis Motor Speedway                      | Indianapolis               | 2008–2015 |
| Spojené státy americké | Laguna Seca Raceway                              | Monterey                   | 1988–1991, 1993, 1994, 2005-2012                                                                               |
| Spojené království     | Donington Park Circuit                           | Castle Donington           | 1987–2009 |
| Spojené království     | Silverstone                                      | Silverstone                | 1977–1986, 2010-                                                                                               |
| Španělsko              | Circuit de Catalunya                             | Barcelona                  | 1991- |
| Španělsko              | Circuit Ricardo Tormo                            | Valencia                   | 1999- |
| Španělsko              | Circuito de Jerez                                | Jerez de la Frontera       | 1987- |
| Španělsko              | Circuito del Jarama                              | San Sebastián de los Reyes | 1969, 1971, 1973, 1975, 1977–1988, 1991, 1993, 1998                                                            |
| Španělsko              | Circuit de Montjuïc                              | Barcelona                  | 1950–1968, 1970, 1972, 1974, 1976                                                                              |
| Španělsko              | Motorland Aragón                                 | Alcañiz                    | 2010- |
| Švédsko                | Hedemora TT Circuit                              | Hedemora                   | 1958 |
| Švédsko                | Karlskoga Motorstadion                           | Karlskoga                  | 1978, 1979 |
| Švédsko                | Råbelövsbanan                                    | Kristianstad               | 1959, 1961 |
| Švédsko                | Scandinavian Raceway                             | Anderstorp                 | 1971–1977, 1981–1990                                                                                           |
| Švýcarsko              | Bremgarten                                       | Bern                       | 1949, 1951–1954                                                                                                |
| Švýcarsko              | Circuit des Nations                              | Genf                       | 1950 |
| Thajsko                | Buriram International Circuit                    | Buriram                    | 2018–2019, 2022–                                                                                               |
| Turecko                | Istanbul Park Circuit                            | Istanbul                   | 2005–2007 |
| Venezuela              | San Carlos                                       | San Carlos                 | 1977–1979 |